# Mariana Díaz Oliva
Mariana Díaz Oliva (Buenos Aires, 11 de marzo de 1976) es una extenista argentina. Actualmente reside en Buenos Aires. Inició su carrera como profesional en el año 1992 y se retiró a finales de 2006, ganando un título WTA en 2002 y gran cantidad de títulos ITF. Actualmente es comentarista para ESPN.

## Torneos WTA (1; 1+0)

### Individuales (1)

#### Títulos
| Leyenda               |
| Grand Slam (0)        |
| WTA Championships (0) |
| WTA Tour (1)          |

| N.º | Fecha               | Torneo  | Superficie    | Oponente en la final | Resultado      |
| --- | ------------------- | ------- | ------------- | -------------------- | -------------- |
| 1.  | 14 de julio de 2002 | Palermo | Tierra batida | Vera Zvonareva       | 6-7(6) 6-1 6-3 |

#### Finalista (2)
| N.º | Fecha              | Torneo   | Superficie    | Oponente en la final | Resultado   |
| --- | ------------------ | -------- | ------------- | -------------------- | ----------- |
| 1.  | 6 de mayo de 2001  | Bol      | Tierra batida | Ángeles Montolio     | 3-6 6-2 6-4 |
| 2.  | 2 de marzo de 2003 | Acapulco | Tierra batida | Amanda Coetzer       | 7-5 6-3     |

#### Clasificación en torneos del Grand Slam
| Torneo               | 2006 | 2005 | 2004 | 2003 | 2002 | 2001 | 2000 | 1999 | 1998 | 1997 |
| -------------------- | ---- | ---- | ---- | ---- | ---- | ---- | ---- | ---- | ---- | ---- |
| Abierto de Australia | 1r   | 3r   | 2r   | 1r   | 2r   | 2r   | 1r   | 1r   | 1r   | -    |
| Roland Garros        | 1r   | 2r   | 1r   | -    | 1r   | 2r   | -    | 2r   | 3r   | 1r   |
| Wimbledon            | 1r   | 2r   | -    | -    | 1r   | 1r   | -    | 2r   | 2r   | 1r   |
| US Open              | -    | 2r   | -    | -    | 1r   | 1r   | -    | -    | 1r   | 1r   |

### Dobles (0)

#### Finalista (2)
| N.º | Fecha                 | Torneo  | Superficie | Pareja           | Oponentes en la final            | Resultado   |
| --- | --------------------- | ------- | ---------- | ---------------- | -------------------------------- | ----------- |
| 1.  | 1 de octubre de 2006  | Seúl    | Dura       | Chia-jung Chuang | Virginia Ruano Paola Suárez      | 6-2 6-3     |
| 2.  | 15 de octubre de 2006 | Bangkok | Dura       | Natalie Grandin  | Vania King Jelena Kostanić Tošić | 7-5 2-6 7-5 |